# Ботанический сад Первого МГМУ имени И. М. Сеченова
Ботанический сад Первого МГМУ имени И. М. Сеченова — ботанический сад в Москве. Расположен в районе Крылатское, в Татаровской пойме, между ледовым дворцом и Гребным каналом. Основан в 1946 году. Площадь сада составляет 5,5 га.
Старая территория ботанического сада имеет статус особо охраняемой природной территории регионального значения.

## История
Ботанический сад при Московском фармацевтическом институте (ныне Первый МГМУ им. И. М. Сеченова) был создан 25 сентября 1946 года как база учебной практики студентов и научной работы. Для создания сада решением Исполкома Краснопресненского района Москвы институту был выделен на правах аренды участок земли около 5 га на левом берегу реки Москвы напротив Поклонной горы, расположенный между линиями Малого кольца и Смоленского направления МЖД. Проект сада был разработан его первым директором Б. М. Гринером совместно с ботаником В. Н. Ворошиловым. Первые растения были высажены весной 1947 года. К 1949 году было высажено более 100 видов древесных и кустарниковых растений. В 1950-1960-х годах в ботаническом саду проводили эксперименты генетики-селекционеры А. Р. Жебрак и В. В. Сахаров.
В 2016 году ботанический сад был впервые открыт для свободного экскурсионного посещения.
В 2024 году сад переехал на новую территорию площадью 5,5 га в зоне природно-исторического парка «Москворецкий». На новой территории построен учебно-лабораторный корпус, оранжереи с тропической и субтропической зонами, проводятся лекционные и практические занятия со школьниками ресурсного центра «Медицинский Сеченовский Предуниверсарий», студентами Института фармации им. А. П. Нелюбина Сеченовского университета. Лаборатории оснащены оборудованием для проведения научно-исследовательских работ студентами и аспирантами Института фармации им. А. П. Нелюбина.

## Описание
Площадь старой территории ботанического сада составляла 4,95 га, из которых 2,5 га занимал дендрарий. Имелись также питомник травянистых растений (0,5 га) и экспериментальные участки (0,5 га), где произрастали преимущественно лекарственные растения.
По данным на 2016 год, в ботаническом саду произрастали около 1505 видов растений, в том числе редкая цветущая магнолия кобус высотой 6 м. Также росли реликтовый гинкго двулопастный, пихта Майера, волчеягодник, морозник кавказский, гортензия черешчатая и другие.